# Nikola Karabatić
Nikola Karabatić (Niš, 11 aprile 1984) è un ex pallamanista francese.

## Carriera

### Club
Karabatić ha iniziato la sua carriera professionale al Montpellier Handball. Vince il campionato francese dal 2002 al 2005, ma soprattutto la EHF Champions League nel 2003.
Nell'estate del 2005 passa al club tedesco del THW Kiel, con il quale è diventato campione di Germania dal 2006 al 2009, e vincendo la Champions League nel 2007.
Nell'estate del 2009 lascia la Germania e torna al Montpellier HB, vincendo altri tre titoli nel 2010, 2011 e 2012.
A causa di uno scandalo scommesse lascia il Montpellier e si accasa alla modesta Pays d'Aix, tra febbraio e giugno del 2013.
Terminato il contratto si accasa in Spagna, al Barcellona.
Nell'estate 2015 torna in Francia e si accasa al Paris Saint-Germain Handball, dove vince per nove anni di fila il campionato francese, prima di concludere la sua carriera con le Olimpiadi di Parigi 2024.

### Nazionale
Fa il suo esordio in nazionale francese nel 2002. Da quel momento diventa un punto di riferimento per la squadra e vince 4 Mondiali, 3 Europei e 2 Olimpiadi.

## Controversie
Il 10 luglio 2015, viene giudicato colpevole di frode e condannato a 10.000 euro di multe dal tribunale di Montpellier, è stato processato per frode in caso di scommesse sospette relative al presunto match truccato nel maggio 2012 tra Cesson e Montpellier. Il 1º febbraio del 2017, la corte d'appello di Montpellier conferma la sentenza, condanna a due mesi sospesa e trasformata in 10.000 euro di multa.
Dopo che Karabatić ha rinunciato all'appello in cassazione della decisione, la National Handball League e la FFHB, ritenendo che fosse colpevole di condotta non conforme ai principi e alle regole di condotta professionali, ha deciso di sospendere Karabatić per sei partite in campionato ed in coppa nazionale.

## Palmarès

### Competizioni nazionali
- Division 1: 16

Montpellier: 2001-02, 2002-03, 2003-04, 2004-05, 2009-10, 2010-11, 2011-12,
PSG: 2015-16, 2016-17, 2017-18, 2018-19, 2019-20, 2020-21, 2021-22, 2022-23, 2023-24
- Coppa di Francia: 9

Montpellier: 2000-01, 2001-02, 2002-03, 2004-05, 2009-10, 2011-12
PSG: 2017-18, 2020-21, 2021-22
- Coppa di Lega: 7

Montpellier: 2003-04, 2004-05, 2009-10, 2010-11, 2011-12
PSG: 2016-17, 2017-18
- Trophée des champions: 6

Montpellier: 2010, 2011,
PSG: 2015, 2016, 2019, 2023
- Handball-Bundesliga: 4

Kiel: 2005-06, 2006-07, 2007-08, 2008-09.
- Coppa di Germania: 3

Kiel: 2006-07, 2007-08, 2008-09
- Supercoppa di Germania

Kiel: 2005, 2007, 2008
- Liga ASOBAL: 2

Barcellona: 2013-14, 2014-15.
- Coppa del Re: 2

Barcellona: 2013-14, 2014-15
- Supercoppa di Spagna: 2

Barcellona: 2013, 2014
- Coppa ASOBAL: 2

Barcellona: 2012-13, 2014-14
- Supercopa de Catalunya: 2

Barcellona: 2013, 2014

### Competizioni internazionali
- EHF Champions League: 3

Montpellier: 2002-03
Kiel: 2006-07
Barcellona: 2014-15
- Super Globe: 2

Barcellona: 2013, 2014
- EHF Champions Trophy: 1

Kiel: 2007

### Nazionale
- Olimpiadi
  -  Pechino 2008, Londra 2012, Tokyo 2020
  -  Rio de Janeiro 2016
- Mondiali
  -  Croazia 2009, Svezia 2011, Qatar 2015, Francia 2017
  -  Polonia-Svezia 2023
  -  Tunisia 2003, Portogallo 2005, Germania-Danimarca 2019
- Europei
  -  Svizzera 2006, Austria 2010, Danimarca 2014, Germania 2024
  -  Norvegia 2008, Croazia 2018

### Individuale
- Miglior giocatore IHF dell'anno: 2007, 2014, 2016
- Miglior giocatore (MVP) dei Mondiali (2): 2011, 2017
- Miglior giocatore (MVP) degli Europei (2): 2008, 2014
- Capocannoniere degli Europei: 2008
- Squadra All-Star delle Olimpiadi (centrale): 2012, 2016
- Squadra All-Star dei Mondiali (centrale): 2009, 2015
- Squadra All-Star degli Europei (centrale): 2010
- Squadra All-Star dei Mondiali (terzino sinistro): 2007
- Squadra All-Star degli Europei (terzino sinistro): 2004
- Capocannoniere della Champions League: 2007 (89 goals)
- All-stars team Champions League: 2014
- MVP del campionato francese: 2010, 2013, 2017
- Miglior terzino sinistro del campionato francese: 2004, 2005
- Miglior centrale del campionato francese: 2010, 2016, 2017
- MVP Supercoppa francese: 2010
- Giocatore dell'anno in Germania: 2007, 2008
- MVP del campionato tedesco: 2006-07, 2007–08
- Miglior terzino sinistro del campionato tedesco: 2006, 2007, 2008
- MVP dell'All Star Game tedesco: 2007
- MVP del campionato spagnolo: 2014, 2015
- Sportivo dell'anno in Francia: 2011